# (881) Athéné
(881) Athéné, internationalement (881) Athene, est un astéroïde de la ceinture principale, découvert le 22 juillet 1917 par l'astronome allemand Max Wolf depuis l'observatoire du Königstuhl.
Il a été ainsi baptisé en référence à la déesse grecque Athéna.